# Karpf Antal
Karpf Antal (Győr, 1808. január 18. – Győr, 1836. május 6.) orvosdoktor és egyetemi tanár.

## Élete
Győrött született, hol apja szintén orvos volt; miután szülővárosában a gimnáziumot elvégezte, a Pesti Egyetemen a bölcseletet és az orvostudományokat hallgatta az első évben, a többit Bécsben, ahol 1830. december 6-án orvos doktori s 1831. augusztus 3-án sebészmesteri oklevelet nyert. Gyakorlóorvos lett szülővárosában és a kolerajárvány alkalmával tanúsított érdemei következtében 1832 októberében Győr vármegye tiszteletbeli orvosává nevezték ki; ezen minőségben segédkezett apjának a kórházi betegek körül. 1835-ben Vas vármegye második orvosa lett és néhány nap múlva az innsbrucki egyetemen a patológia és terápia tanárának nevezték ki. 
A megerőltetett szellemi foglalkozás aláásta egészségét és gégebaja miatt hazájába sietett, hol kevés napok múlva, 1836. május 6-án szüleinek karjai közt meghalt.

## Munkái
- Dissertatio inaug. medica de enteride occulta. Viennae, 1830
- Descriptio morborum anno 1831 Jaurini epidemicorum cum advrsariis pathologico-therapeuticis. Uo. 1833